# ロイ・オズワルト
ロイ・エドワード・オズワルト（Roy Edward Oswalt, 1977年8月29日 - ）は、アメリカ合衆国ミシシッピ州コジアスコ出身の元プロ野球選手（投手）。
ニックネームは「Wizard of Os」。

## 経歴

### アストロズ時代

#### マイナー時代
1996年のMLBドラフトでヒューストン・アストロズから23巡目（全体684位）に指名を受け、交渉の末1997年5月18日に契約し入団。
1999年はマイナーリーグのA級ミシガンで投げていたが、右肩痛のため登板前に鎮痛剤を服用している状態で、22試合151.1イニングで13勝4敗ながら防御率は4.46という成績に終わった。しかしシーズン終了後、趣味の狩猟に使用するため所有していたトラックで作業中に感電し、気がつくと右肩の痛みがほとんどなくなっていたという。
2000年はAdv-A級キシミーを経てAA級ラウンドロックまで昇格し、2クラス合計で27試合、175イニングを投げて15勝7敗、防御率2.21と前年から成績を向上させた。9月のシドニーオリンピックに野球アメリカ合衆国代表として出場し、予選リーグと準決勝と、2度の韓国戦でいずれも先発し、自身に勝敗は付かなかったものの合計13回で防御率1.38と好投、チームの金メダル獲得に貢献した。

#### メジャー昇格と退団まで

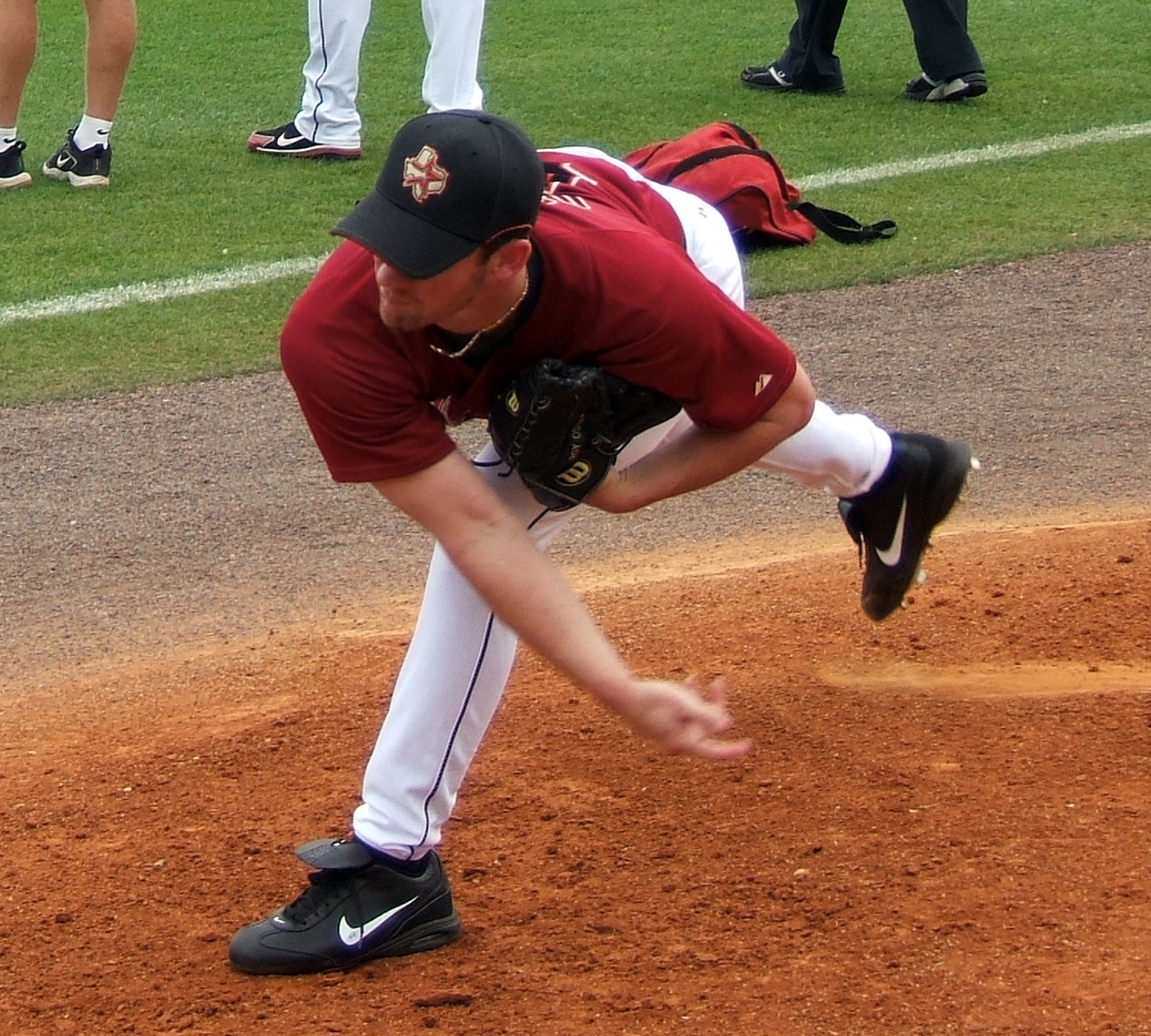
アストロズ時代

2001年5月6日にメジャーデビューすると、リリーフで8試合2勝1敗、防御率1.93という成績を残して先発ローテーション入り。8月には6試合で4勝0敗、防御率1.99という成績を挙げてルーキー・オブ・ザ・マンスに選出されるなど、先発転向後も好投を続けた。シーズン通算では28試合（先発20試合）の登板で14勝3敗、防御率2.73を記録。この年のメジャー新人投手の中で防御率と勝率は1位、奪三振数と投球回数はC.C.サバシアに次ぐ2位という活躍だった。また14勝は、ジム・デシェイーズが持つ球団新人記録を15年ぶりに更新するものであった。ルーキー・オブ・ザ・イヤーの投票ではアルバート・プホルスに次ぐ2位となっている。
2002年は20勝まであと1勝に迫る19勝（9敗）を記録し、防御率3.01、208奪三振と、2年目のジンクスとは無縁の好成績を残す。7月27日から9月8日にかけては球団記録となる9戦9勝を記録し、その間の8月にはピッチャー・オブ・ザ・マンスにも選出されている。サイ・ヤング賞投票ではエリック・ガニエとともに4位に。
2003年には3年目で初の開幕投手となるなど、アストロズのエースとしての地位を確立した。2003年は故障のため21試合の先発登板に留まったが、2004年以降3年間はロジャー・クレメンスやアンディ・ペティットとともに強力な先発ローテーションを形成。オズワルトはかつて逃した20勝を2004年・2005年と2年連続で達成する活躍を見せた。アストロズはこの両年ともナショナルリーグ中地区2位となり、ワイルドカードとしてポストシーズンに進出。特に2005年は、リーグ優勝決定戦で同地区のカージナルス相手に4勝2敗で勝利し、球団創設44年目で初のリーグ優勝・ワールドシリーズ進出を果たした。この優勝決定戦でオズワルトは、2戦2勝・14イニング2失点の好投でシリーズMVPに選出された。ただ、ワールドシリーズではアストロズはホワイトソックスに0勝4敗で敗れ、世界一には届かず。それでもシーズン終了後、オズワルトはリーグ優勝決定戦第6戦で勝利投手になったご褒美として、球団オーナーのドレイトン・マクレーンからブルドーザーを贈られ「いいクリスマスプレゼントだね」と喜びをあらわにした。
2006年は打線の援護を受けられず、勝ち星こそ伸びなかったものの、防御率2.98で最優秀防御率のタイトルを獲得。これらの活躍を受けてアストロズは同年8月29日、5年総額7300万ドル（6年目の2012年はオプション）でオズワルトとの契約を延長した。2007年には、1957年以降では6番目の速さとなる191登板目での通算100勝を達成。
2008年も、前半戦こそ不振だったものの、後半戦には32.1イニング連続無失点の球団新記録を樹立するなど、オズワルトはエースとしてチームを支え続けた。しかしこの3年間、アストロズはポストシーズンへ進むことができず。2006年のシーズン終了後にクレメンスとペティットが退団してからは、先発ローテーションでオズワルトに続く2番手以降に力のある投手がいなくなり、またドラフトでの新人獲得を軽視していたためチーム全体の選手層が薄くなったこともあって、チーム力は徐々に落ちていった。
2009年3月、オズワルトは国際大会の第2回ワールド・ベースボール・クラシックにアメリカ合衆国代表の一員として出場。準決勝の日本戦に先発登板するも、1点リードで迎えた4回裏につかまり、城島健司の犠飛で逆転を許すなど3.2回6失点の乱調で敗戦投手となって、チームは敗退した。またその後のMLBレギュラーシーズンでは、6年ぶりに投球イニング数が200を下回り、メジャー昇格以来初となる勝利数1桁・防御率4点台と、精彩を欠いた。
2010年、オズワルトは4月5日の開幕戦から5月26日まで10試合連続でQSを記録し、この間の防御率は2.35と好投を続ける。しかしチームはランス・バークマンやカルロス・リーら主軸が軒並み打撃不振に陥り、同日終了時点で16勝30敗の地区最下位に沈んでいた。この状況にオズワルトは、オーナーのマクレーンに代理人を通じて「優勝を狙えるチームへトレードしてほしい。そのためならトレード拒否権は破棄しても構わない」と伝えた。このニュースを受け、前年までの9年間で137勝70敗・防御率3.23という成績を残してきた投手の獲得に複数球団が名乗りを上げた。

### フィリーズ時代
2010年7月29日、J.A.ハップら計3選手との交換でフィラデルフィア・フィリーズへ移籍することになった。

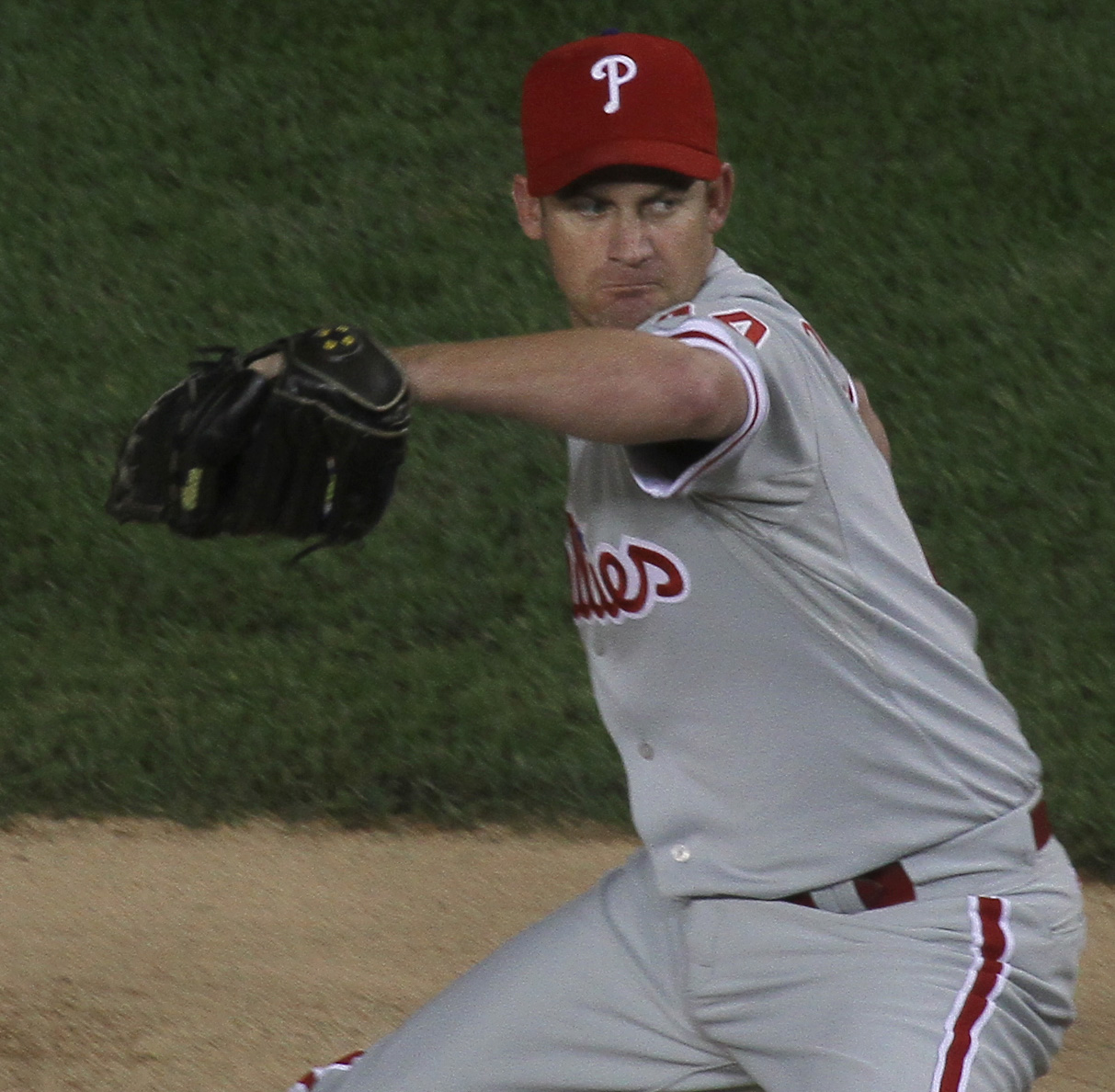
フィリーズ時代

フィリーズの先発ローテーションは、既にロイ・ハラデイにコール・ハメルズと2人の好投手を擁していたが、ここにオズワルトが加わったことでさらに強化された。この3人は頭文字から "H2O" と呼ばれるようになる。
移籍後初登板となった7月30日のワシントン・ナショナルズ戦こそ6回5失点で敗戦投手となったが、続く8月・9月は11試合で7勝0敗、防御率1.31と圧巻の投球を披露。チェンジアップの割合を増やすなど投球の組み立てを変えたこともあり、このときのオズワルトをナショナルズ監督のジム・リグルマンは「まるで生まれ変わったみたいだ」と評している。またこの間、8月24日の試合ではライアン・ハワードの退場で味方野手が底をつき、オズワルトが外野手として出場するという場面もあった。7月終了時点で56勝48敗のナショナルリーグ東地区2位だったフィリーズは、オズワルトの好投に合わせて8月・9月の2カ月間で39勝16敗とペースを上げ、ブレーブスを逆転して地区優勝、ポストシーズン進出を決めた。
オズワルトにとって5年ぶりのポストシーズンでは、フィリーズはシンシナティ・レッズとの地区シリーズを3勝0敗で突破し、サンフランシスコ・ジャイアンツとのリーグ優勝決定戦に臨む。オズワルトは第2戦に先発登板し、8回1失点で勝利投手に。さらにチームが1勝2敗で迎えた第4戦では、5-5で同点の9回裏に救援登板。これは自ら志願してのものだったが、フアン・ウリーベにサヨナラ犠飛を許し、この試合を落とした。2勝3敗と後がない状況での第6戦にオズワルトは再び先発登板し、6回で9安打を浴びながらも2失点に抑えたものの、この試合に2-3で敗れ、シリーズ敗退が決定。ワールドシリーズへ進むことはできなかった。
2011年は、開幕から好調だったものの、故障に悩まされた。オフの10月30日にFAとなった。ボストン・レッドソックス、テキサス・レンジャーズなど複数球団が獲得にのりだしたものの契約に至らなかった。

### レンジャーズ時代
2012年5月29日、テキサス・レンジャーズとマイナー契約を結ぶ。マイナーで調整を行ったのち、6月20日にメジャーに昇格し初登板し、6回途中まで9安打、1失点、6奪三振、110球と好投し、移籍後初勝ち星を手に入れた。10月29日にFAとなった。

### ロッキーズ時代
2013年5月2日にコロラド・ロッキーズと契約。10月31日にFAとなった。

### 引退
2014年2月11日に現役引退を表明した。翌日には4月5日に行われるアストロズ対エンゼルス戦で、1月29日に引退したランス・バークマンと共に古巣・アストロズと1日契約を結び、引退セレモニーを行うことが発表された。
引退後は元メジャーリーガーのボブ・ガーバーのマネジメント会社で代理人業に就く。

## 人物

### MLB薬物問題についての発言
2009年春にアレックス・ロドリゲスのステロイド使用が発覚した際、自らは一切薬物の力には頼っていないことを強調した上で、ロドリゲスを含む薬物使用者を厳しく批判している。薬物使用の疑いが強い元同僚のロジャー・クレメンスなどについて「もし本当に薬物を使っていたことが立証された場合は、全ての記録およびアワード受賞歴は抹消すべき」と話し、同じく薬物を使用しているとされる通算最多本塁打記録保持者のバリー・ボンズに対しても「自分の中では記録保持者はハンク・アーロンのまま」と語っている。

## 詳細情報

### 年度別投球成績
| 年 度     | 球 団     | 登 板 | 先 発 | 完 投 | 完 封 | 無 四 球 | 勝 利 | 敗 戦 | セ 丨 ブ | ホ 丨 ル ド | 勝 率 | 打 者 | 投 球 回 | 被 安 打 | 被 本 塁 打 | 与 四 球 | 敬 遠 | 与 死 球 | 奪 三 振 | 暴 投 | ボ 丨 ク | 失 点 | 自 責 点 | 防 御 率 | W H I P |
| --------- | --------- | ----- | ----- | ----- | ----- | -------- | ----- | ----- | -------- | ----------- | ----- | ----- | -------- | -------- | ----------- | -------- | ----- | -------- | -------- | ----- | -------- | ----- | -------- | -------- | ------- |
| 2001      | HOU       | 28    | 20    | 3     | 1     | 0        | 14    | 3     | 0        | 0           | .824  | 575   | 141.2    | 126      | 13          | 24       | 2     | 6        | 144      | 0     | 0        | 48    | 43       | 2.73     | 1.06    |
| 2002      | HOU       | 35    | 34    | 0     | 0     | 0        | 19    | 9     | 0        | 0           | .679  | 956   | 233.0    | 215      | 17          | 62       | 4     | 5        | 208      | 3     | 0        | 86    | 78       | 3.01     | 1.19    |
| 2003      | HOU       | 21    | 21    | 0     | 0     | 0        | 10    | 5     | 0        | 0           | .667  | 514   | 127.1    | 116      | 15          | 29       | 0     | 5        | 108      | 1     | 0        | 48    | 42       | 2.97     | 1.14    |
| 2004      | HOU       | 36    | 35    | 2     | 2     | 1        | 20    | 10    | 0        | 0           | .667  | 983   | 237.0    | 233      | 17          | 62       | 5     | 11       | 206      | 5     | 1        | 100   | 92       | 3.49     | 1.24    |
| 2005      | HOU       | 35    | 35    | 4     | 1     | 2        | 20    | 12    | 0        | 0           | .625  | 1002  | 241.2    | 243      | 18          | 48       | 3     | 8        | 184      | 5     | 1        | 85    | 79       | 2.94     | 1.20    |
| 2006      | HOU       | 33    | 32    | 2     | 0     | 0        | 15    | 8     | 0        | 0           | .652  | 896   | 220.2    | 220      | 18          | 38       | 4     | 6        | 166      | 1     | 1        | 76    | 73       | 2.98     | 1.17    |
| 2007      | HOU       | 33    | 32    | 1     | 0     | 0        | 14    | 7     | 0        | 1           | .667  | 910   | 212.0    | 221      | 14          | 60       | 6     | 7        | 154      | 1     | 1        | 80    | 75       | 3.18     | 1.33    |
| 2008      | HOU       | 32    | 32    | 3     | 2     | 2        | 17    | 10    | 0        | 0           | .630  | 862   | 208.2    | 199      | 23          | 47       | 2     | 10       | 165      | 1     | 0        | 89    | 82       | 3.54     | 1.18    |
| 2009      | HOU       | 30    | 30    | 3     | 0     | 1        | 8     | 6     | 0        | 0           | .571  | 757   | 181.1    | 183      | 19          | 42       | 4     | 8        | 138      | 4     | 0        | 83    | 83       | 4.12     | 1.24    |
| 2010      | HOU       | 20    | 20    | 1     | 1     | 0        | 6     | 12    | 0        | 0           | .333  | 521   | 129.0    | 109      | 13          | 34       | 2     | 2        | 120      | 2     | 1        | 52    | 49       | 3.42     | 1.11    |
| 2010      | PHI       | 13    | 12    | 1     | 1     | 0        | 7     | 1     | 0        | 0           | .875  | 316   | 82.2     | 53       | 6           | 21       | 0     | 3        | 73       | 0     | 0        | 18    | 16       | 1.74     | 0.90    |
| '10計     | PHI       | 33    | 32    | 2     | 2     | 0        | 13    | 13    | 0        | 0           | .500  | 837   | 211.2    | 162      | 19          | 55       | 2     | 5        | 193      | 2     | 1        | 70    | 65       | 2.76     | 1.03    |
| 2011      | PHI       | 23    | 23    | 0     | 0     | 0        | 9     | 10    | 0        | 0           | .474  | 594   | 139.0    | 153      | 10          | 33       | 2     | 5        | 93       | 3     | 0        | 60    | 57       | 3.69     | 1.34    |
| 2012      | TEX       | 17    | 9     | 0     | 0     | 0        | 4     | 3     | 0        | 0           | .571  | 264   | 59.0     | 79       | 11          | 11       | 0     | 3        | 59       | 3     | 2        | 41    | 38       | 5.80     | 1.53    |
| 2013      | COL       | 9     | 6     | 0     | 0     | 0        | 0     | 6     | 0        | 1           | .000  | 151   | 32.1     | 49       | 3           | 9        | 0     | 1        | 34       | 1     | 0        | 31    | 31       | 8.63     | 1.79    |
| MLB：13年 | MLB：13年 | 365   | 341   | 20    | 8     | 6        | 163   | 102   | 0        | 2           | .615  | 9301  | 2245.1   | 2199     | 197         | 520      | 34    | 80       | 1852     | 30    | 7        | 897   | 838      | 3.36     | 1.21    |

- 各年度の太字はリーグ最高

### 年度別守備成績
| 年 度 | 球 団 | 投手（P） | 投手（P） | 投手（P） | 投手（P） | 投手（P） | 投手（P） |
| 年 度 | 球 団 | 試 合     | 刺 殺     | 補 殺     | 失 策     | 併 殺     | 守 備 率  |
| ----- | ----- | --------- | --------- | --------- | --------- | --------- | --------- |

### タイトル
- 最多勝利：1回（2004年）
- 最優秀防御率：1回（2006年）

### 表彰
- リーグチャンピオンシップシリーズMVP：1回（2005年）
- ピッチャー・オブ・ザ・マンス：2回（2002年8月、2006年2月）

### 記録
- MLBオールスターゲーム選出：3回（2005年 - 2007年）

### 背番号
- 44（2001年 - 2013年）

### 代表歴
- 2000年シドニーオリンピックの野球競技・アメリカ合衆国代表
- 2009 ワールド・ベースボール・クラシック・アメリカ合衆国代表